# Artesonraju
Artesonraju − jeden ze szczytów pasma Cordillera Blanca (Andy Peruwiańskie), znajdujący się na terenie Peru.
Jego wysokość wynosi 6025 m n.p.m.